# هانز ليبمان
هانز ليبمان (بالإنجليزية: Hans W. Liepmann)‏ (و. 1914 – 2009 م) هو فيزيائي، ومهندس من الولايات المتحدة الأمريكية . ولد في برلين. وكان عضواً في الأكاديمية الوطنية للعلوم، والأكاديمية الأمريكية للفنون والعلوم .
توفي في لا كانيادا فلينتريدج (كاليفورنيا)، عن عمر يناهز 95 عاماً.

## التعليم
تعلم في الجامعة التقنية الراينية الفستفالية

## مناصب وهيئات
أدار معهد كاليفورنيا للتقنية.

## جوائز
حصل على جوائز منها:
- قلادة العلوم الوطنية الأمريكية في مجال التكنولوجيا والإبتكار (1993)
- جائزة أوتو لابورت [الإنجليزية]‏ (1985)
- جائزة ديناميات السوائل [الإنجليزية]‏ (1980)
- ميدالية دانيال غاغنهايم [الإنجليزية]‏
- قلادة العلوم الوطنية الأمريكية.